# Стародавнє місто Дубно (монета)
«Старода́внє мі́сто Ду́бно» — пам'ятна монета номіналом 5 гривень, випущена Національним банком України, присвячена місту, яке вперше згадується під 1100 роком, центру удільного князівства на Волині — місту Дубно (Дубен), яке в усі історичні часи було на перехресті важливих історичних і політичних подій, торговельних шляхів, одним із центрів духовного життя краю. Дубно як місто розбудоване князями Острозькими — можновладними і впливовими особами на політичній арені Європи XV–XVII ст.
Монету введено в обіг 28 липня 2020 року. Вона належить до серії «Стародавні міста України».

## Опис монети та характеристики
| Номінал грн. | Метал      | Маса, г | Діаметр, мм | Якість виготовлення       | Гурт     | Тираж, штук |
| ------------ | ---------- | ------- | ----------- | ------------------------- | -------- | ----------- |
| 5            | нейзильбер | 16,54   | 35,0        | спеціальний анциркулейтед | рифлений | 35 000      |

### Аверс

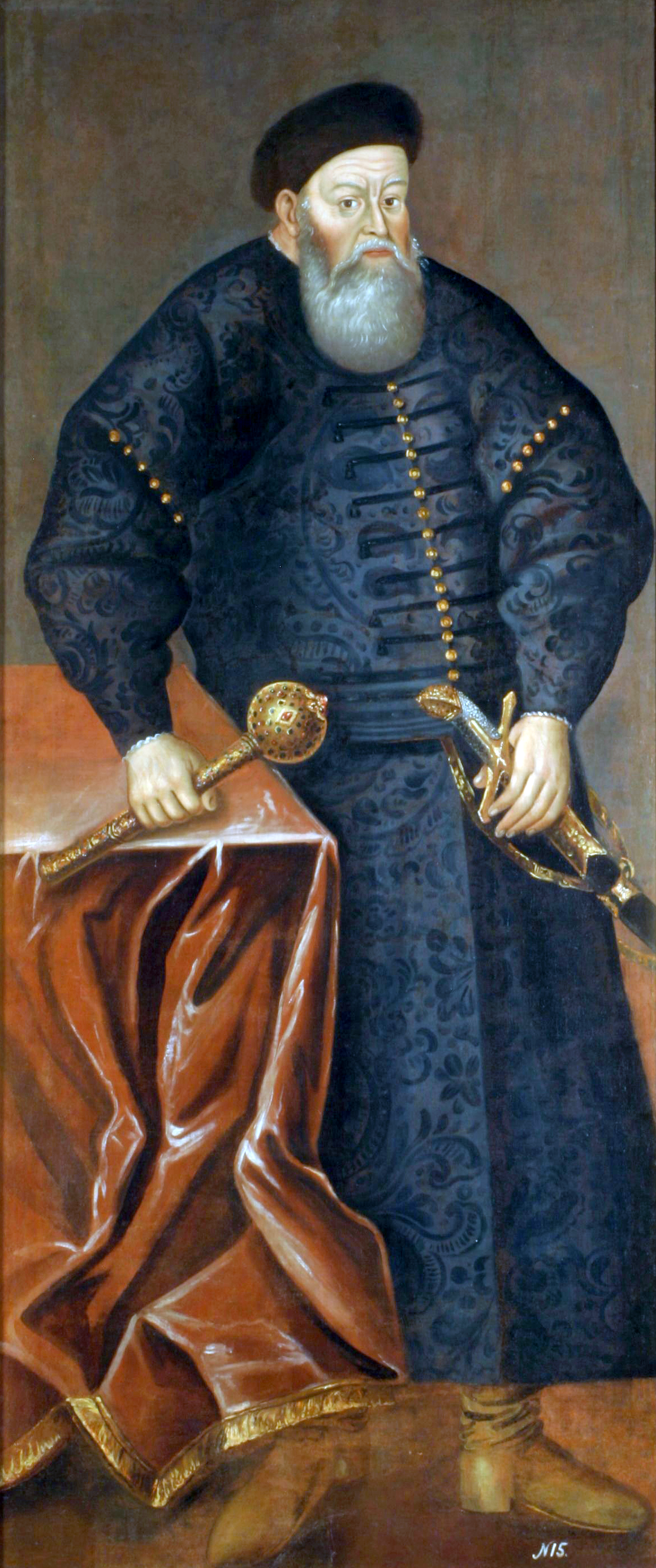
Острозький Костянтин Іванович

На аверсі монети розміщено: угорі напис «УКРАЇНА», під яким — малий Державний Герб України та праворуч рік карбування монети — «2020»; ліворуч на дзеркальному тлі зображено Костянтина Острозького, праворуч від якого — герб Острозьких та номінал монети — «5» - на тлі стилізованого Дубенського замку; унизу праворуч на тлі стилізованих хвиль напис — «КОСТЯНТИН/ ОСТРОЗЬКИЙ»; логотип Банкнотно-монетного двору Національного банку України (праворуч).

### Реверс
На реверсі монети вгорі праворуч — герб міста Дубно; на дзеркальному тлі абрису Дубенського замку зображено композицію з найцікавіших культових споруд міста Дубно, унизу праворуч на дзеркальному тлі написи: ДУБНО/ 920/ РОКІВ.

## Автори

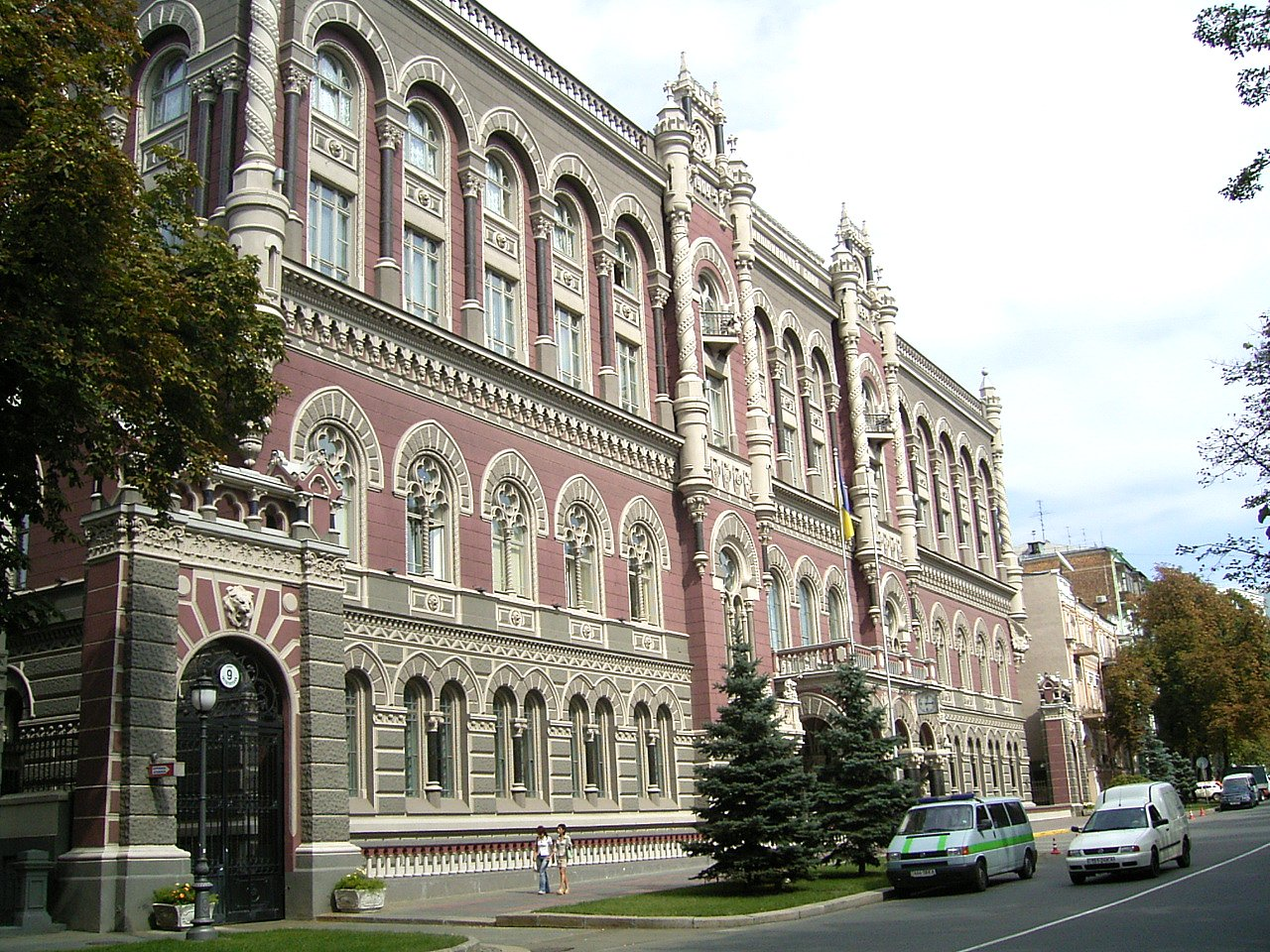
Будівля Національного банку України

- Художник — Фандікова Наталія.
- Скульптори: Дем'яненко Володимир, Іваненко Святослав.

## Вартість монети
Під час введення монети в обіг 2020 року, Національний банк України реалізовував монету за ціною 40 гривень.
Фактична приблизна вартість монети, з роками змінювалася так:
| Рік        | 2021 | 2022 | 2023 | 2024 | 2025 |
| ---------- | ---- | ---- | ---- | ---- | ---- |
| Ціна, грн. | 60   | 65   | 115  | 190  | 230  |